# LFF taurė 2013/14

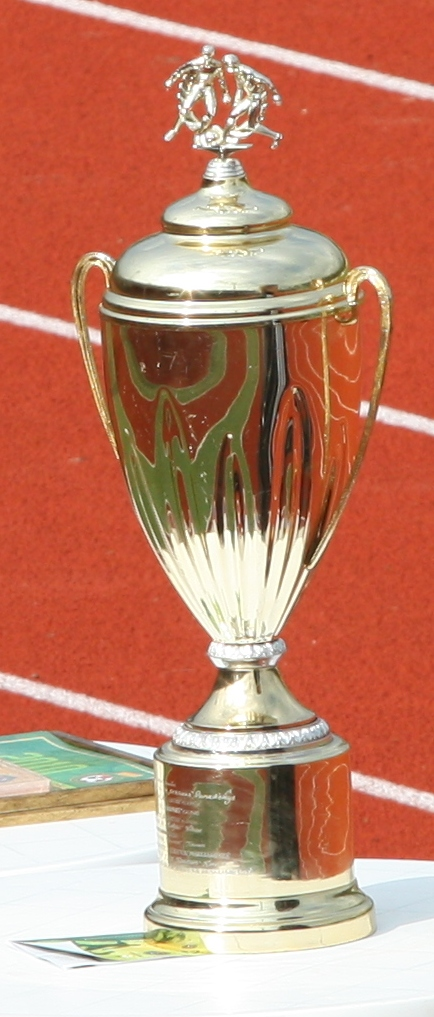
De LFF taurė.

De LFF taurė 2013/14 is het 25ste seizoen waarin wordt gestreden om de nationale voetbalbeker in Litouwen. De eerste wedstrijd van het bekertoernooi werd gespeeld op 4 juni 2013. De finale vond plaats op 17 mei 2014. De winnaar plaatst zich voor de eerste voorronde van de UEFA Europa League 2014/15. Het toernooi werd gewonnen door Žalgiris Vilnius.

## Achtste finales
Voor de achtste finales vonden al drie rondes plaats. De clubs uit de A Lyga, de hoogste divisie in Litouwen, nemen vanaf deze ronde deel.
| Team 1              | Res.           | Team 2               |
| ------------------- | -------------- | -------------------- |
| FK Trakai           | 1-1 (n.s. 4-2) | Sūduva Marijampolė   |
| FK Tauras Tauragė   | 0-2            | FK Banga Gargždai    |
| FK Palanga          | 1-4            | FK Kruoja Pakruojis  |
| FK Šiauliai         | 1-0            | FK Ekranas Panevėžys |
| TAIP-Žygis Joniškis | 1-2            | FK Granitas Vilnius  |
| FRK Atletas Kaunas  | 1-2            | VMFD Žalgiris        |
| MRU FK              | 4-3 (n.v.)     | FK Polonija Vilnius  |
| Nevėžis Kėdainiai   | 4-5            | FK Dainava Alytus    |

## Kwartfinales
| Team 1        | Tot. | Team 2              | 1e wedstr. | 2e wedstr. |
| ------------- | ---- | ------------------- | ---------- | ---------- |
| FK Šiauliai   | 1-1  | FK Granitas Vilnius | 1-1        | 0-0        |
| Dainava       | 2-5  | FK Banga Gargždai   | 2-1        | 0-4        |
| MRU FK        | 2-6  | FK Trakai           | 0-3        | 2-3        |
| VMFD Žalgiris | 4-2  | FK Kruoja Pakruojis | 2-1        | 2-1        |

## Halve finale
| Team 1             | Tot. | Team 2                | 1e wedstr. | 2e wedstr. |
| ------------------ | ---- | --------------------- | ---------- | ---------- |
| Trakai (2)         | 0–1  | Žalgiris Vilnius (1)  | 0–1        | 0–0        |
| Banga Gargždai (1) | 3–1  | Granitas Klaipeda (2) | 2–0        | 1–1        |

## Finale
|             |                         |     |                |  |
| 17 mei 2014 | Žalgiris Vilnius        | 2–1 | Banga Gargždai |  |
| 17 mei 2014 | Wilk 13' Pilibaitis 38' |     | Grigaitis 57'  |  |